# Автоматизована система комерційного обліку електричної енергії
Автоматизована система комерційного обліку електричної енергії (АСКОЕ) — сукупність об'єднаних в єдину функціональну метрологічно-атестовану систему локального устаткування збору і обробки даних засобів (засобу) обліку, каналів передачі інформації та пристроїв приймання, обробки, відображення та реєстрації інформації;
До складу АСКОЕ споживача входять:
- лічильники (разом з вимірювальними трансформаторами та колами обліку),
- канали передачі даних до споживача та енергопостачальної організації,
- комунікаційне обладнання на базі промислових комп'ютерів (інтелектуальні концентратори) для збору і обробки даних вимірювань та пристрої які забезпечують передачу даних (наприклад, модеми).

Передача даних в енергопостачальну компанію може здійснюватись двома шляхами:
1. АСКОЕ енергопостачальної компанії безпосередньо опитує лічильники споживача (тобто АСКОЕ енергопостачальної компанії взаємодіє з локальним устаткуванням збору і обробки даних [ЛУЗОД] споживача)
2. АСКОЕ енергопостачальної компанії отримує дані обліку з комп'ютера споживача (за допомогою передачі файлів-макетів, або безпосереднім доступом до бази даних)

Об'єкт (крім багатоквартирних житлових будинків та населених пунктів) з приєднаною потужністю електроустановок 150 кВт і більше та середньомісячним обсягом споживання за попередні 12 розрахункових періодів для діючих електроустановок або заявленим обсягом споживання електричної енергії для нових електроустановок 50 тис. кВт/год і більше має бути забезпечений локальним устаткуванням збору та обробки даних у межах періоду, визначеного для встановлення зазначених засобів обліку відповідно до договору.
Об'єкт з приєднаною потужністю електроустановок до 150 кВт та середньомісячним обсягом споживання за попередні 12 розрахункових періодів для діючих електроустановок або заявленим обсягом споживання електричної енергії для нових електроустановок до 50 тис. кВт/год може бути забезпечений ЛУЗОД електропередавальною організацією за власний рахунок, якщо це необхідно з технічних та/або економічних міркувань електропередавальної організації.
У разі підключення нових електроустановок середньомісячним обсягом споживання вважається заявлений споживачем обсяг споживання електричної енергії. Якщо на об'єкті з приєднаною потужністю електроустановок 150 кВт і більше впродовж трьох послідовних розрахункових періодів середньомісячний обсяг споживання електричної енергії становить 50 тис. кВт/год і більше, такий об'єкт має бути забезпечений ЛУЗОД.
Період для встановлення локального устаткування збору та обробки даних, автоматизованої системи комерційного обліку електричної енергії споживача для організації обліку діючих електроустановок визначається окремим договором між електропередавальною організацією та споживачем.
Характеристики засобів диференційного (погодинного) обліку електричної енергії, призначених для визначення обсягу електричної енергії з метою забезпечення проведення розрахунків за електричну енергію, мають відповідати вимогам нормативних документів до автоматизованих систем комерційного обліку суб'єктів Оптового ринку електричної енергії України.
Споживач має право об'єднати локальне устаткування збору та обробки даних в автоматизовану систему комерційного обліку електричної енергії споживача.
Електропередавальна організація приймає до розрахунків за електричну енергію схему розрахункового обліку електричної енергії після встановлення локального устаткування збору та обробки даних або автоматизованої системи комерційного обліку електричної енергії споживача.
Встановлення ЛУЗОД здійснюється за проектною документацію, погодженою енергопередавальною (енергопостачальною) організацією, виконується за рахунок вузла обліку (Лист Національної комісії регулювання електроенергетики України (НКРЕ № 24.09.2007 № 5665/19/17-07))